# Opération Sunshine

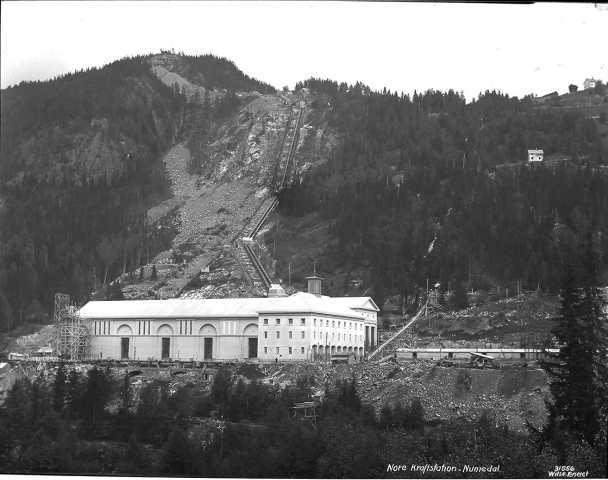
La centrale de Nore était l'une des nombreuses centrales électriques à être protégées

L’opération Sunshine était une opération anti-démolition entre octobre 1944 et mai 1945 dans la Norvège occupée par le Troisième Reich.
Planifiée par les militaires norvégiens au Royaume-Uni en coopération avec les forces britanniques, l'opération visait la protection des installations et des industries essentielles du pays, en particulier les centrales électriques de grande puissance, afin d'éviter leurs destructions par une possible « politique de la terre brûlée » des Allemands vers la fin de la Seconde Guerre mondiale.